# Gabija
Gabija (nota anche come Gabieta o Gabeta) era lo spirito del fuoco nella mitologia lituana. Di sesso femminile, risultava la protettrice della casa e della famiglia: il suo nome deriva da gaubti (coprire, proteggere) o da Sant'Agata (in russo: Гафия, Gafiya). Gabija viene menzionata solo in un elenco di divinità lituane redatto dal teologo cristiano Jan Łasicki nel suo trattato sull'idolatria pubblicato nel 1615: ad oggi è presente nel folklore lituano.
Gabija era in grado di apparire in forma animale quale gatto, cicogna o gallo, oppure come una donna vestita di rosso. Gabija veniva assai rispettata e trattata alla stregua di un essere vivente: la gente si ingraziava Gabija offrendo lei pane e sale. Il fuoco andava messo nei pressi del letto e le donne solevano coprire il carbone con della cenere ogni sera di modo che non vi fossero fiamme libere durante la notte. Esattamente come Gabija era la protettrice della casa, la figura della madre nella famiglia era la protettrice del fuoco. A volte una ciotola di acqua pulita veniva lasciata vicino al focolare in maniera tale che Gabija potesse lavarsi. Qualora fosse di cattivo umore, Gabija "si recava a fare una passeggiata" disperdendo le proprie fiamme per la casa. Un gran parte dei racconti folkloristici descrive situazioni infauste derivanti da un cattivo rapporto con lo spirito, ad esempio perché la sua era calpestata, sputata, o insozzata.
Matka Gabia è la dea lituana preposta alla protezione della casa e al focolare domestico. Molto probabilmente la denominazione di questa figura deriverebbe da Gabija.